# Ctenogobiops maculosus
Ctenogobiops maculosus és una espècie de peix de la família dels gòbids i de l'ordre dels perciformes.

## Morfologia
- Els mascles poden assolir 4,4 cm de longitud total.[3]

## Hàbitat
És un peix marí, de clima tropical (22 °C-28 °C) i associat als esculls de corall que viu entre 1-5 m de fondària.

## Distribució geogràfica
Es troba al Mar Roig, les Seychelles i Papua Nova Guinea.

## Observacions
És inofensiu per als humans.